# Last Night's Dream
Last Night's Dream — дебютний студійний альбом американського блюзового музиканта Джонні Шайнса, випущений лейблом Blue Horizon у 1968 році.

## Опис
Записаний 10 червня 1968 року на студії Ter-Mar Studios (Chess Records) в Чикаго (Іллінойс) інженером Малколмом Чісголмом. У записі взяли участь давні товариші Шайнса: Волтер Гортон (губна гармоніка), Отіс Спенн (фортепіано) і Віллі Діксон (бас).

## Список композицій
1. «Solid Gold» (Джонні Шайнс) — 3:10
2. «From Dark 'Til Dawn» (Джонні Шайнс) — 4:04
3. «I Will Be Kind to You» (Джонні Шайнс) — 4:01
4. «Last Night's Dream» (Джонні Шайнс) — 3:47
5. «Baby Don't You Think I Know» (Джонні Шайнс) — 2:53
6. «Pipeline Blues» (Джонні Шайнс) — 2:58
7. «I Don't Know» (Джонні Шайнс) — 3:28
8. «Black Panther» (Джонні Шайнс) — 2:51
9. «I Had a Good Home» (Джонні Шайнс) — 3:13
10. «Mean Fisherman» (Джонні Шайнс) — 3:25

## Учасники запису
- Джонні Шайнс — гітара, вокал
- Волтер Гортон — губна гармоніка
- Отіс Спенн — фортепіано (6)
- Віллі Діксон — бас
- Кліфтон Джеймс — ударні

Технічний персонал
- Майк Вернон — продюсер
- Малколм Чісголм — інженер звукозапису
- Теренс Ібботт — дизайн обкладинки
- Майк Роу — фотографія обкладинки